# 极限竞速 地平线4
《极限竞速 地平线4》是一款由游乐场游戏工作室开发并由微软发行在Xbox One和Windows上的开放世界竞速游戏。本作是極限競速系列的外傳分支“地平线”系列的第四作。相對主系列的《極限競速7》，本作較為傾向於娛樂取態的賽車遊戲，但亦附設相關系統讓玩家針對車輛改造性能與調較機件令到功能更進一步。
於2021年6月14日的Xbox & Bethesda Games Showcase發佈會中，公開宣傳片並宣佈《極限競速 地平線5》在同年11月9日發售，這次背景舞台為墨西哥。

## 概述
- 本次作為旁支外傳系列第四代作品，本作以英式地區設計保持開放式賽道傳統及收錄超過700台豐富車款。
  - 其中亦保留將車輛進行個人化的改裝(車殼彩繪貼圖等)與令車的動能改造提升性能的系統。
- 重點打造新體驗的四季變化動態天氣系統，能夠感受不一樣的季節特色融入天氣變化效果。
  - 其季節特色(春天的花雨、夏天的烈日、秋天的飄葉等等)可以達到場景變化影響。

收錄的豐富車款之中，本作所收錄的跑車陣容有多款經典名車，例如美式2017 Ford M-Sport Fiesta RS、美式2018 Ford Mustang、英式經典1962 Triumph Spitfire等收錄了多款經典及著名車款供玩家選擇。發行初期豐田以及三菱汽車皆缺席本作，在更新中陸續追加收錄於前作中的車型。
本作的主要賽道場景設定是以英國地方設計，並有風情景色壯麗的各式郊野背景出現，當中更有本作重點增添的四季變化，以及主系列的新系統動態天氣出現。除此之外，本系列一直受到玩家歡迎的開放式賽道依然存在，玩家仍然能夠享受在本作中奔馳於各類場景之中，在英式鄉間設計的賽道體會一下鄉間道路情懷。開放式賽道亦有路線輔助指標，可以預設永遠開啟能有一條路線長期顯示，另外選擇的半開啟則只會在轉到彎路時速度過快才出現，當然亦能選擇關閉來遊玩。

### 改裝與改造系統
在最初始會有任務就會讓玩家選擇一台起始車，或是選擇用遊戲代幣購買屬意的車款進行改裝，並可以進行改造提昇性能，部份特定車種可以乘搭改配誇張效果的空力驅動套件。系統的車輛會有技術發展可以點選，從而是影響遊戲中的經驗值獲取以及達成獎勵的累計值，這方面並非針對影響車輛性能。輪胎方面也可自由因應賽道地型自由配置輪胎。
在外觀改裝方面亦有讓玩家相對的個性化，玩家可以透過使用遊戲中的各種預設圖形來製作車輛塗裝。此外，玩家亦可在遊戲中下載其他玩家分享的車輛塗裝。

### 季節系統
本作所增添打造的動態天氣與融入賽道場景的四季變化系統，可以令玩家同時感受自己車輛身處環境不同轉換的景色變化，跟隨季節變化的天氣效果讓道路狀況需要即時應變的挑戰。例如當玩家踏入冬季時，玩家需要考慮為冬季天氣環境及場地變化的因素，從而選擇需要有更佳抓地力的輪胎；不管使用一般應用的輪胎還是採用了為冬季路面而設計的輪胎，當車輛行駛至已結冰的湖面等地段之上，依樣必會出現車輛打滑甚至打轉的情況，在應對道路轉變會倍增賽程的挑戰性與刺激度。

## 聯動與擴展內容

### 最終幻想
在2019年2月宣佈與SQUARE ENIX的最終幻想系列合作，在遊戲《最終幻想XV》中主角們坐乘的跑車以經典石英款和 Type-D 款式登場。
玩家需要透過進行系列6更新來獲得它們。遊戲在2月21日時段後，這些聯動登場的車輛也會作為遊戲獎勵提供予玩家。

### 樂高
在發售後半年，推出與樂高合作的擴展內容 樂高極速冠軍(LEGO® Speed Champions)，在2019年6月的2019 E3遊戲展上微軟的會場直播公佈相關內容。
遊戲內容上，不論賽道、環境、車輛、駕駛員都會以樂高模組呈現，相對原有內容較為諧趣及賽車與障礙物的衝撞表現具有歡愉特色。

## 評價
本作在媒體及玩家各方均得到一致好評，在2018年內與及後的2019年在遊戲評論家獎、TGA遊戲大獎、Gamescom等獲得最佳競速遊戲相關獎項。
| 汇总媒体   | 得分                    |
| ---------- | ----------------------- |
| Metacritic | XONE：92/100 PC：89/100 |

| 媒体            | 得分    |
| --------------- | ------- |
| Destructoid     | 9/10    |
| 电子游戏月刊    | 8/10    |
| Game Informer   | 9.25/10 |
| Game Revolution | [ 14 ]  |
| GamesRadar+     | [ 15 ]  |
| GameSpot        | 9/10    |
| IGN             | 9.6/10  |
| USGamer         | [ 18 ]  |
| VideoGamer.com  | 9/10    |

### 獎項
| 年份 | 獎項                              | 提名項                               | 結果 | 來源                 |
| ---- | --------------------------------- | ------------------------------------ | ---- | -------------------- |
| 2018 | 遊戲評論家獎                      | 最佳賽車遊戲                         | 獲獎 | [ 20 ]               |
| 2018 | Gamescom                          | 最佳賽車遊戲                         | 獲獎 | [ 21 ]               |
| 2018 | Gamescom                          | Xbox One主機最佳遊戲                 | 提名 | [ 21 ]               |
| 2018 | 金搖桿獎                          | 最佳音效設計                         | 提名 | [ 22 ] [ 23 ] [ 24 ] |
| 2018 | 金搖桿獎                          | 最佳競速遊戲                         | 提名 | [ 22 ] [ 23 ] [ 24 ] |
| 2018 | 金搖桿獎                          | Xbox年度遊戲                         | 獲獎 | [ 22 ] [ 23 ] [ 24 ] |
| 2018 | 金搖桿獎                          | 綜合年度遊戲                         | 提名 | [ 22 ] [ 23 ] [ 24 ] |
| 2018 | 遊戲大獎                          | 最佳音效設計                         | 提名 | [ 25 ] [ 26 ]        |
| 2018 | 遊戲大獎                          | 最佳體育/競速遊戲                    | 獲獎 | [ 25 ] [ 26 ]        |
| 2018 | Gamers' Choice Awards             | 玩家首選體育/競速遊戲                | 提名 | [ 27 ]               |
| 2018 | 钛奖                              | 最佳體育/競速遊戲                    | 獲獎 | [ 28 ]               |
| 2018 | Australian Games Awards           | 年度遊戲(體育/競速/格鬥類別)         | 獲獎 | [ 29 ]               |
| 2019 | Guild of Music Supervisors Awards | 最佳音樂及音效支援遊戲               | 提名 | [ 30 ]               |
| 2019 | D.I.C.E.大奖                      | 年度賽車遊戲                         | 獲獎 | [ 31 ] [ 32 ]        |
| 2019 | NAVGTR奖                          | 項目精準掌控                         | 提名 | [ 33 ]               |
| 2019 | NAVGTR奖                          | 項目施工                             | 提名 | [ 33 ]               |
| 2019 | NAVGTR奖                          | 項目賽車與遊戲營運                   | 獲獎 | [ 33 ]               |
| 2019 | NAVGTR奖                          | 項目圖質與技術                       | 提名 | [ 33 ]               |
| 2019 | NAVGTR奖                          | 項目光源運用                         | 提名 | [ 33 ]               |
| 2019 | NAVGTR奖                          | 項目收音                             | 獲獎 | [ 33 ]               |
| 2019 | NAVGTR奖                          | 項目聲音編輯與影音效果               | 提名 | [ 33 ]               |
| 2019 | SXSW Gaming Awards                | 超卓加許獎                           | 提名 | [ 34 ]               |
| 2019 | 游戏开发者选择奖                  | 最佳技術                             | 提名 | [ 35 ]               |
| 2019 | 15th British Academy Games Awards | 最具英式風格                         | 獲獎 | [ 36 ] [ 37 ]        |
| 2019 | Italian Video Game Awards         | 年度遊戲                             | 提名 | [ 38 ]               |
| 2019 | Italian Video Game Awards         | 最佳音效                             | 提名 | [ 38 ]               |
| 2019 | Italian Video Game Awards         | 最佳體育類遊戲                       | 獲獎 | [ 38 ]               |
| 2019 | Game Critics Awards               | 最佳競速遊戲 (提名:樂高極速冠軍)     | 提名 | [ 39 ]               |
| 2019 | Develop:Star Awards               | 最佳視覺藝術效果                     | 獲獎 | [ 40 ] [ 41 ]        |
| 2019 | Develop:Star Awards               | 最佳遊戲設計                         | 提名 | [ 40 ] [ 41 ]        |
| 2019 | Develop:Star Awards               | 最佳音效                             | 提名 | [ 40 ] [ 41 ]        |
| 2019 | Develop:Star Awards               | 最佳遊戲引擎運用                     | 獲獎 | [ 40 ] [ 41 ]        |
| 2019 | Develop:Star Awards               | 年度遊戲                             | 提名 | [ 40 ] [ 41 ]        |
| 2019 | 金摇杆奖                          | 最佳遊戲擴展內容 (提名:樂高極速冠軍) | 提名 | [ 42 ]               |